# East of England
East of England (letterlijk "Oost-Engeland") is een regio van Engeland met ongeveer 5,8 miljoen inwoners en daarmee de vierde regio naar inwoneraantal.

## Bestuurlijke indeling
De regio bestaat uit de volgende lokaal bestuurde gebieden (graafschappen of unitary authorities):
| Lokaal bestuurde gebieden en plaatsen | Lokaal bestuurde gebieden en plaatsen |
| Nr.                                   | Shire County/Unitary                  |
| ------------------------------------- | ------------------------------------- |
| 1                                     | Thurrock (Unitary authority)          |
| 2                                     | Southend-on-Sea (Unitary authority)   |
| 3                                     | Essex                                 |
| 4                                     | Hertfordshire                         |
| 5                                     | Luton (Unitary authority)             |
| 6                                     | Bedfordshire                          |
| 7                                     | Cambridgeshire                        |
| 8                                     | Peterborough (Unitary authority)      |
| 9                                     | Norfolk                               |
| 10                                    | Suffolk                               |

| Detailkaart |
| ----------- |
|             |

 Engeland ·  Schotland ·  Noord-Ierland ·  Wales
Regio's van Engeland: East of England · East Midlands · Londen · North East · North West · South East · South West · West Midlands · Yorkshire and the Humber